# Bermi (Gembong)
Bermi is een bestuurslaag in het regentschap Pati van de provincie Midden-Java, Indonesië. Bermi telt 4263 inwoners (volkstelling 2010).